# Свобода слова (ICTV)
«Свобода Слова» — політичне ток-шоу на телеканалі ICTV, дискусії політиків, чиновників, громадських діячів та актуальні політичні теми тижня.
Вперше програма вийшла в етер 9 вересня 2005 року. Перший ведучий — Савік Шустер, з 2007 року — Андрій Куликов, а з 2016 року ведучим програми є Вадим Карп'як.
Програма Свобода слова на телеканалі ICTV є одним з лідерів за кількістю премій Телетріумф.

## Концепція
Програма виходить у прямому етері, щопонеділка, ввечері, приблизно о 22:20. Окрім запрошених політиків, політологів, журналістів та оглядачів, у студії програми знаходяться звичайні українці, які складають умовну «тест-групу» у 100 глядачів.
Повертаючи коліщатко пульта, учасники умовної «тест-групи» фіксують свою реакцію на події, що відбуваються у студії.
Комп'ютер отримує інформацію з кожного пульта двічі на секунду й перетворює її на графік, який відображається на екрані у режимі реального часу.
Ось, як йде вибірка аудиторії (цитата з офіційного сайту):
Відбір 100 учасників програми відбувається за квотною двоступеневою вибіркою таким чином, щоб відобразити все населення України віком від 18 років (18+).

На першій стадії відбираються населені пункти, на другій — самі учасники програми.
Відбір населених пунктів відбувається випадковим чином за методикою PPS (proportional per size — імовірність потрапляння населеного пункту у вибірку прямо пропорційна його розміру). При цьому дотримується статистична пропорція розподілу України на регіони, на міське та сільське населення, а також дотримується пропорція між дрібними, великими та середніми містами.

Після вибору точок опитування та розподілу за ними учасників програми накладаються квоти за статтю і віком також відповідно до статистичних даних перепису населення України.
За відбором глядачів стежать соціологиня
Завдяки тому, що програма надає право висловити свою точку зору всім охочим, вона має значний рейтинг та приваблює велику кількість глядачів. Багато інформ-агентств цитують важливі слова політиків та публічних людей.
У 2005 році програма, завдяки підбору глядачів та ведучого, отримала премію Телетріумф у номінації «Найкраще ток-шоу».

## Історія
8 червня 2007 в прямому етері програми автор та ведучий Савік Шустер офіційно заявив, що переходить на канал Інтер.
Із 10 серпня 2007 року новим ведучим передачі став журналіст, медіаексперт і перекладач Андрій Куликов.
2012 року програма отримала Національну премію «Телетріумф». Під час церемонії нагородження статуетки вручали люди, одягнені в одноколірні костюми. Андрій Куликов, отримавши статуетку, звернувся до присутніх:
|  | Тут на сцені є люди, пофарбовані в синє, червоне і зелене. Кудись зник помаранчевий колір, немає малинового. Для нас усіх це має бути пересторогою, ми не повинні допускати, щоб у нас зникали кольори. Ми не повинні допустити, щоби з нашого телебачення зникали мови, ми не повинні допустити, щоби з нашої спільноти зникали колеги. У нашій програмі працюють люди різних кольорів, я маю на увазі, люди різних політичних переконань, і може тому вона виходить такою, як вона є» . |

## Вадим Карп'як
У 2016 році Куликов перейшов на «Громадське ТБ», а замість нього з'явився Вадим Карп'як.
Телеведучий народився 27 січня 1977 року в Коломиї.
У 1998 році закінчив бакалаврат за фахом «Теорія культури» (Національний університет «Києво-Могилянська академія»), у 2001 році — магістерську програму з політології.
Має власний бізнес, пов'язаний з радіоменеджментом.
Якби не займався журналістикою, був би редактором або рекламістом.
Хобі: стендовий моделізм, піші прогулянки, туризм.
Одружений, батько трьох дітей.
На ICTV Вадим Карп'як прийшов у серпні 2016 року ведучим на проєкт «Свобода слова».
|  | Пропозиція від каналу ICTV стати ведучим «Свободи слова» надійшла в дуже символічний момент. Я саме був у Карпатах, підіймався на гору з сім’єю — і в цю хвилину отримав дзвінок з каналу. Таким чином, новина мене спіткала по дорозі на карпатську вершину. Я, звісно, взяв час на подумати, але без перебільшення можу сказати, що для політичної журналістики в Україні — це найліпша пропозиція, яку політичний журналіст взагалі може отримати, розповідає Вадим Карп'як. |

## Нагороди
- 2013 — Телетріумф у номінації «Політичне ток-шоу»
- 2012 — Телетріумф у номінації «Політичне ток-шоу»
- 2011 — Телетріумф у номінації «Соціально-політичне шоу»
- 2009 — Телетріумф у номінації «Ток-шоу»
- 2007 — Телетріумф у номінації «Суспільно-політична передача»
- 2006 — Телетріумф у номінації «Ток-шоу»